# Songun

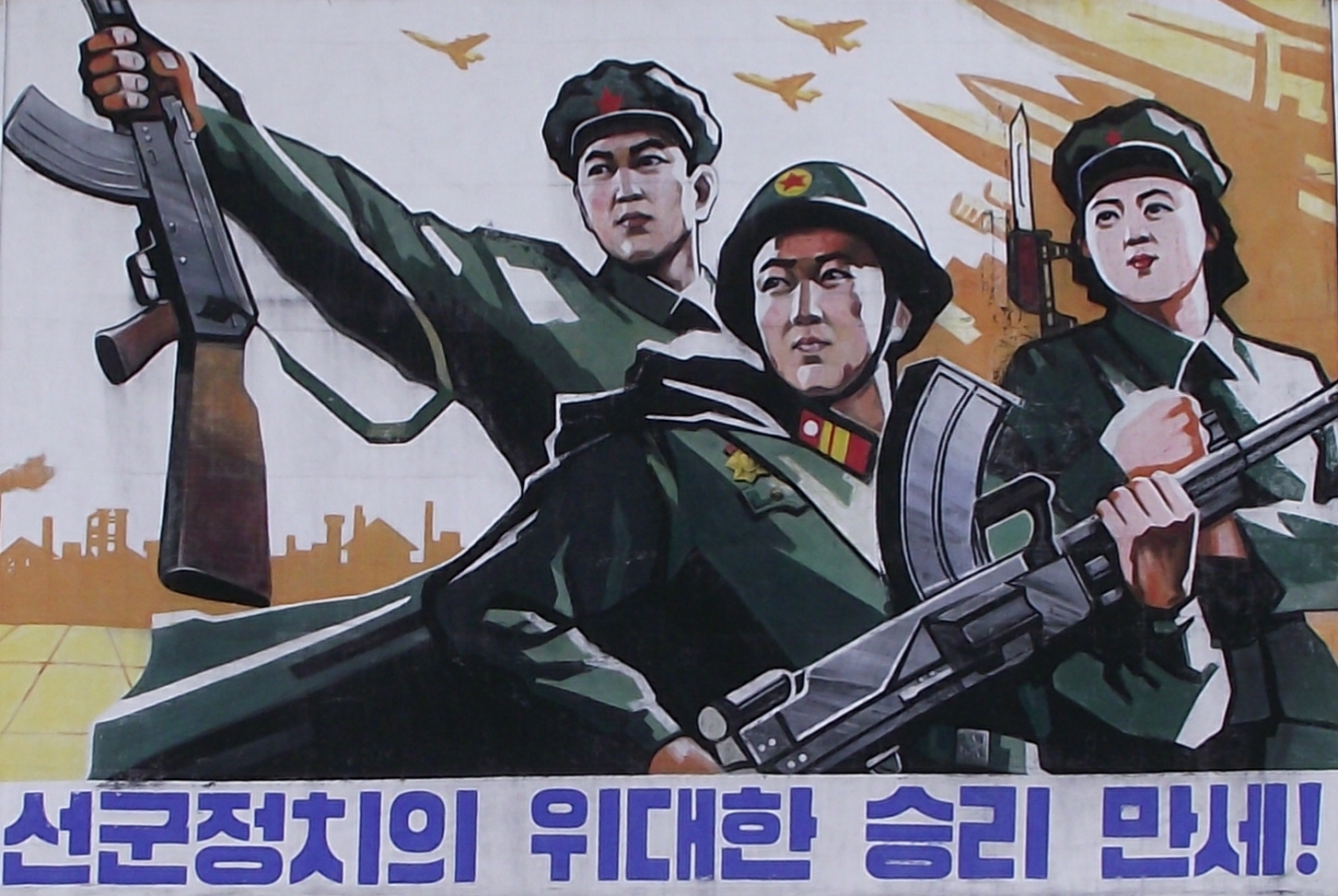
Arte de propaganda norte-coreana promovendo o Songun. O texto coreano diz: "Viva a grande vitória de Songun!".

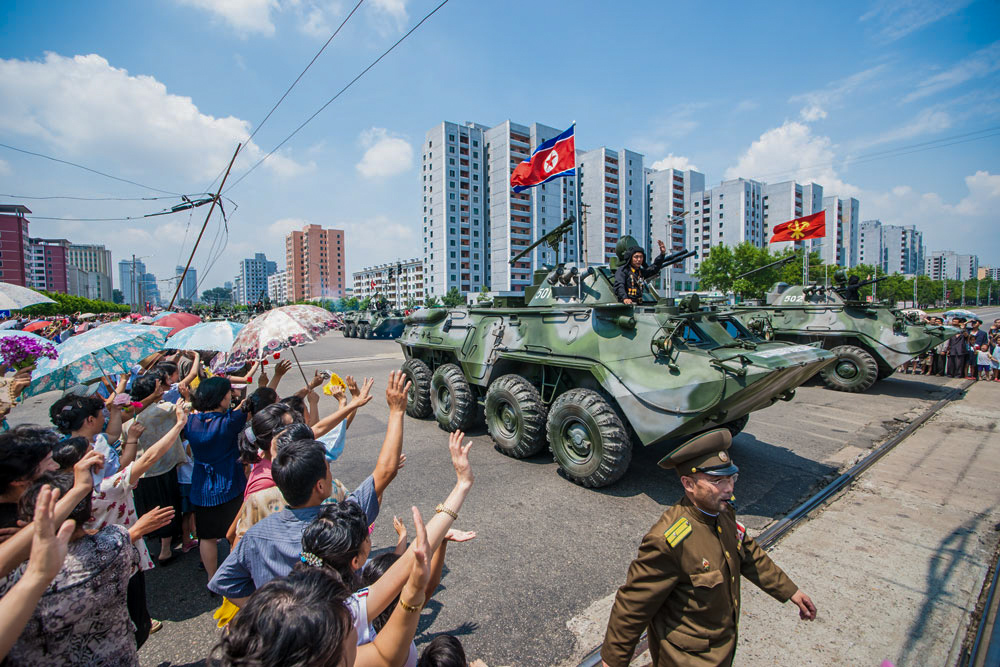
Tanques da Forças Terrestres da Coreia do Norte.

Songun (em coreano: 선군) é a política "militares em primeiro lugar" da Coreia do Norte, que prioriza o Exército Popular da Coreia nos assuntos de Estado e na alocação de recursos. "Militares em primeiro", como princípio, orienta a vida política e econômica no país, além de dominar o sistema político; "uma linha de primeira construção econômica militar" agindo como um sistema econômico; e "ideologia primeiro-militar" servindo como ideologia orientadora.
A Songun eleva o Exército Popular da Coreia dentro da Coreia do Norte como uma organização e como uma função do Estado, garantindo-lhe a posição principal no governo e na sociedade norte-coreanas. Ela orienta a política interna e as relações internacionais da nação. É o quadro principal do governo, que designa as forças armadas como o "supremo repositório de poder". O governo norte-coreano posiciona o Exército Popular da Coreia como o modelo que sociedade como um todo deve seguir. Songun é também o conceito ideológico por trás de uma mudança nas políticas desde 1994, que enfatiza os militares sobre todos os outros aspectos do Estado e da sociedade do país.